# Adrien Figueiredo
Pour les articles homonymes, voir Figueiredo.
Pas d'image ? Cliquez ici

a Compétitions nationales et continentales officielles uniquement.

b Matchs officiels uniquement.
Dernière mise à jour le 13 novembre 2021.
Adrien Figueiredo, né le 22 juin 1984 à Saint-Palais (Pyrénées-Atlantiques), est un joueur de rugby à XV et à sept français qui évolue au poste d'ailier (1,86 m pour 85 kg).

## Carrière
- UA Gaillac club formateur deux fois champion de France
- Stade toulousain
- 2004-2007 : Montauban TGXV
- 2007-2008 : Stade rochelais
- 2008-2012 : Montauban TGXV puis US Montauban

## Palmarès
- Équipe de France -21 ans (4 sélections et 3 essais en 2005 contre l'Écosse, l'Angleterre, le Pays de Galles et l'Italie)
- Équipe de France de rugby à sept (participation aux tournois de Hong Kong et Adélaïde 2007)
- Champion de France deux années d'affilée junior avec Gaillac
- Deux fois champion de France équipe Midi Pyrénées à sept
- Champion de France Pro D2 avec Montauban.